# Podúr
Podúr románul: Poduri, település és községközpont Romániában, Moldvában, Bákó megyében.

## Fekvése
Kománfalvától északkeletre, Mojnesttől délkeletre fekvő település.

## Története
Községközpont, 7 falu tartozik hozzá: Bucșești, Cernu, Cornet, Negreni, Poduri, Prohozești és Valea Șoșii. 
A 2002-es népszámláláskor 7.983, 2011-ben pedig 6962 lakosa volt.